# Paolo Porro
Paolo Porro (ur. 27 października 2001 w Genui) – włoski siatkarz, reprezentant kraju w kategoriach młodzieżowych, grający na pozycji rozgrywającego.
Jego bracia Luca i Simone, również są siatkarzami.

## Sukcesy klubowe
Liga włoska:
- 2024[8]

## Sukcesy reprezentacyjne
Mistrzostwa Europy Kadetów:
- 2018[9]

Mistrzostwa Świata Kadetów:
- 2019[10]

Mistrzostwa Europy Juniorów:
- 2020[11]

Mistrzostwa Świata Juniorów:
- 2021[12]

Letnia Uniwersjada:
- 2021[13]

Mistrzostwa Europy U-22:
- 2022[14]

## Nagrody indywidualne
- 2019: Najlepszy rozgrywający Mistrzostw Świata Kadetów[15]
- 2020: Najlepszy rozgrywający Mistrzostw Europy Juniorów[16]
- 2021: Najlepszy rozgrywający Mistrzostw Świata Juniorów[17]
- 2022: MVP Mistrzostw Europy U-22[18]